# Département de Lublin
Le département de Lublin, en polonais Departament lubelski, était un département du duché de Varsovie de 1809 à 1815.
Son chef-lieu était Lublin, et il était divisé en dix districts.
À la suite de la création du royaume du Congrès, il fut transformé en 1815 en voïvodie de Lublin.